# Neuville-Vitasse
Neuville-Vitasse és un municipi francès situat al departament del Pas de Calais i a la regió dels Alts de França. L'any 2007 tenia 477 habitants.

## Demografia

### Població
El 2007 la població de fet de Neuville-Vitasse era de 477 persones. Hi havia 168 famílies de les quals 28 eren unipersonals (4 homes vivint sols i 24 dones vivint soles), 60 parelles sense fills, 72 parelles amb fills i 8 famílies monoparentals amb fills.
La població ha evolucionat segons el següent gràfic:
Habitants censats

### Habitatges
El 2007 hi havia 189 habitatges, 177 eren l'habitatge principal de la família, 3 eren segones residències i 9 estaven desocupats. Tots els 189 habitatges eren cases. Dels 177 habitatges principals, 157 estaven ocupats pels seus propietaris, 18 estaven llogats i ocupats pels llogaters i 2 estaven cedits a títol gratuït; 3 tenien dues cambres, 13 en tenien tres, 31 en tenien quatre i 130 en tenien cinc o més. 146 habitatges disposaven pel capbaix d'una plaça de pàrquing. A 56 habitatges hi havia un automòbil i a 107 n'hi havia dos o més.

### Piràmide de població
La piràmide de població per edats i sexe el 2009 era:
| Homes | Edats   | Dones |
| ----- | ------- | ----- |
| 0     | 95 o +  | 0     |
| 0     | 90 a 94 | 0     |
| 4     | 85 a 89 | 0     |
| 4     | 80 a 84 | 0     |
| 4     | 75 a 79 | 20    |
| 4     | 70 a 74 | 4     |
| 0     | 65 a 69 | 4     |
| 12    | 60 a 64 | 20    |
| 20    | 55 a 59 | 8     |
| 24    | 50 a 54 | 24    |
| 24    | 45 a 49 | 28    |
| 16    | 40 a 44 | 20    |
| 20    | 35 a 39 | 24    |
| 24    | 30 a 34 | 16    |
| 12    | 25 a 29 | 12    |
| 28    | 20 a 24 | 12    |
| 24    | 15 a 19 | 8     |
| 24    | 10 a 14 | 12    |
| 24    | 5 a 9   | 20    |
| 16    | 0 a 4   | 8     |

## Economia
El 2007 la població en edat de treballar era de 332 persones, 248 eren actives i 84 eren inactives. De les 248 persones actives 230 estaven ocupades (130 homes i 100 dones) i 18 estaven aturades (6 homes i 12 dones). De les 84 persones inactives 28 estaven jubilades, 35 estaven estudiant i 21 estaven classificades com a «altres inactius».

### Ingressos
El 2009 a Neuville-Vitasse hi havia 180 unitats fiscals que integraven 481,5 persones, la mediana anual d'ingressos fiscals per persona era de 20.021 €.

### Activitats econòmiques
Dels 29 establiments que hi havia el 2007, 1 era d'una empresa de fabricació d'altres productes industrials, 4 d'empreses de construcció, 6 d'empreses de comerç i reparació d'automòbils, 4 d'empreses de transport, 1 d'una empresa d'hostatgeria i restauració, 1 d'una empresa d'informació i comunicació, 1 d'una empresa immobiliària, 5 d'empreses de serveis i 6 d'entitats de l'administració pública.
Dels 3 establiments de servei als particulars que hi havia el 2009, 2 eren lampisteries i 1 electricista.
L'únic establiment comercial que hi havia el 2009 era una carnisseria.
L'any 2000 a Neuville-Vitasse hi havia 13 explotacions agrícoles.

## Poblacions més properes
El següent diagrama mostra les poblacions més properes.